# مالکوم سرجنت
مالکوم سرجنت (انگلیسی: Malcolm Sargent; ۲۹ آوریل ۱۸۹۵ – ۳ اکتبر ۱۹۶۷) رهبر (موسیقی)، مربی موسیقی، و ارگ بادی اهل بریتانیا بود.
وی همچنین برندهٔ جوایزی همچون شوالیه (عنوان) و لژیون دونور (شوالیه) شده‌است.